# Chiesa di Santa Maria del Parto a Mergellina
La chiesa di Santa Maria del Parto a Mergellina è una chiesa monumentale di Napoli, ubicata nel quartiere di Chiaia, nella zona di Mergellina: è sede parrocchiale ed ospita al suo interno la tomba di Jacopo Sannazaro ed il presepe di Giovanni da Nola.

## Storia

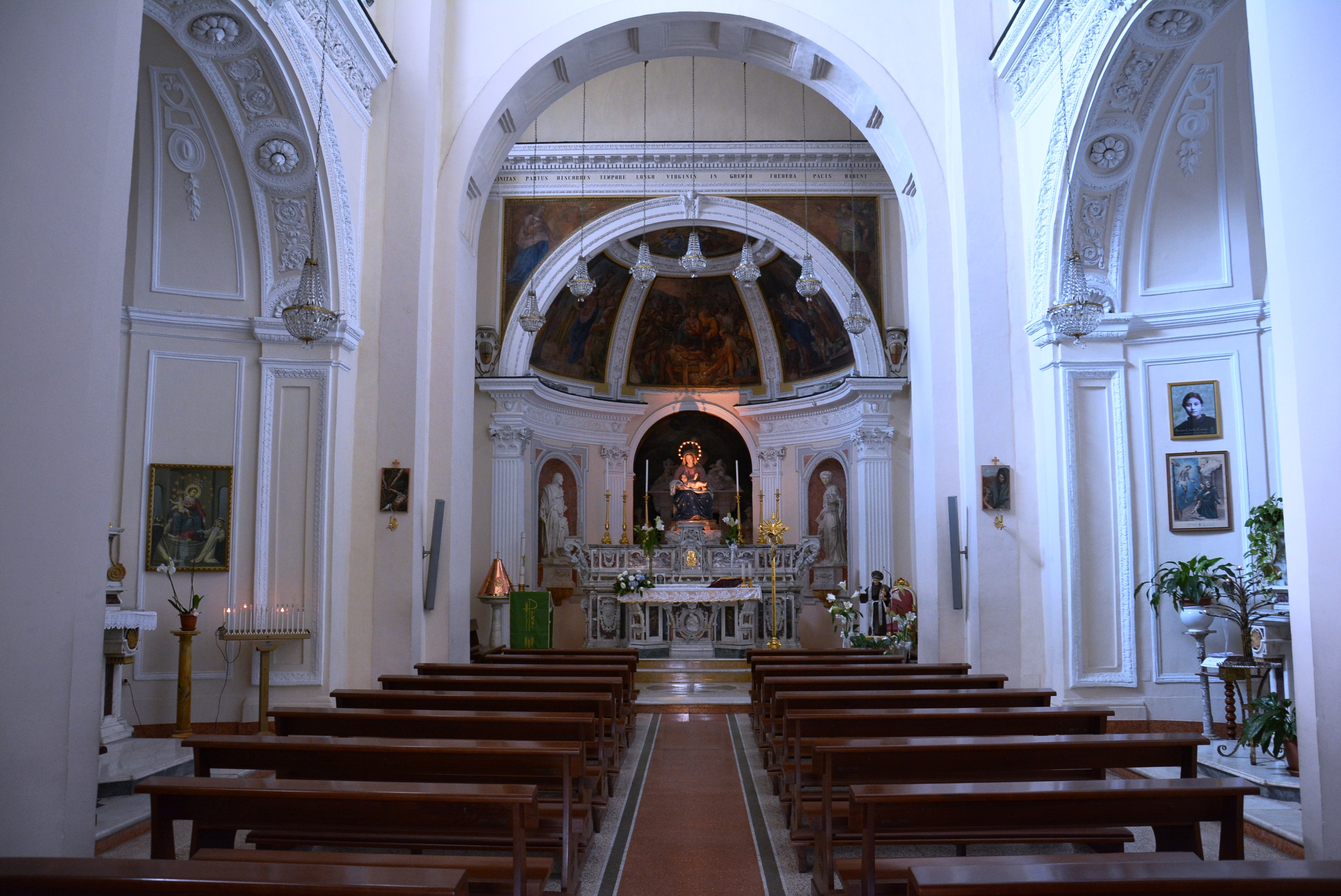
Interno

Federico I di Napoli, salito al trono del regno di Napoli il 26 giugno 1497, concesse a Jacopo Sannazaro una pensione di seicento ducati, oltre ad un terreno nella zona di Mergellina, appartenuto precedentemente ai monaci benedettini del convento dei Santi Severino e Sossio. Con molta probabilità nel podere esisteva già una villa a cui venne fatta aggiungere dallo stesso Sannazaro una torre, oltre alla realizzazione di un progetto per la costruzione di due chiese sovrapposte: i lavori di realizzazione di queste cominciarono nel 1504 quando il poeta si trasferì a Mergellina. La chiesa sottostante fu terminata nel 1525, interamente scavata nel tufo, somigliante alla vicina tomba di Virgilio, con ingresso autonomo e dedicata a santa Maria del Parto, nome derivante da una delle opere del Sannazaro, De Partu Virginis, divenendo luogo di preghiera per tutte le donne incinte o per quelle che desideravano avere un figlio: era infatti usanza riunirsi il 25 di ogni mese per recitare preghiere in favore di queste donne; a seguito della morte del Sannazaro la chiesa cadde in abbandono, venendo utilizzata come luogo di sepoltura per gli appartenenti alla confraternita del Santissimo Rosario e già nel 1895 si potevano riconoscere solamente alcuni affreschi e lo stemma gentilizio del suo fondatore, scomparsi poi definitivamente. La chiesa superiore invece rimase parzialmente incompiuta sia per l'epidemia di peste che affliggeva Napoli in quel periodo, sia per l'instabilità politica dell'epoca: la chiesa, nata con l'intento di essere una cappella privata, venne dedicata a san Nazario, probabilmente per onorare un voto fatto dal poeta durante il suo esilio francese.
Con l'assedio francese del 1528 il complesso venne saccheggiato da Filiberto di Chalon e la torre abbattuta: fu così che l'anno successivo il Sannazaro decise di donarlo al frati dei Servi di Maria, a cui assicurò anche un compenso di seicento ducati l'anno per il completamento della chiesa ed erigere un monumento funebre in suo onore, alla sua morte, all'interno di essa. Negli anni a venire sia Giovan Carlo Mormile che Giovan Simone Moccia ingrandirono ed abbellirono il tempio tanto da farlo diventare luogo di preghiera durante il periodo estivo per la corte vicereale: fu così che la chiesa prese il nome definitivo di Santa Maria del Parto. Con la soppressione degli ordini monastici voluta da Napoleone Bonaparte durante il decennio francese, anche i Servi di Maria furono allontanati e la chiesa con le sue proprietà passarono in mano ai privati: fu in questo periodo che la facciata venne modificata per dare spazio alle abitazioni; una di queste case venne acquistata dall'impresario teatrale Domenico Barbaja, che ospitò tra l'altro Gioachino Rossini. Nel 1812 fu affidata alla confraternita del Santissimo Rosario, il 24 maggio 1935 divenne parrocchia autonoma, mentre solo nel 1971 ritornò ai Servi di Maria: in questi anni ha subito esclusivamente interventi di restauro.

## Descrizione

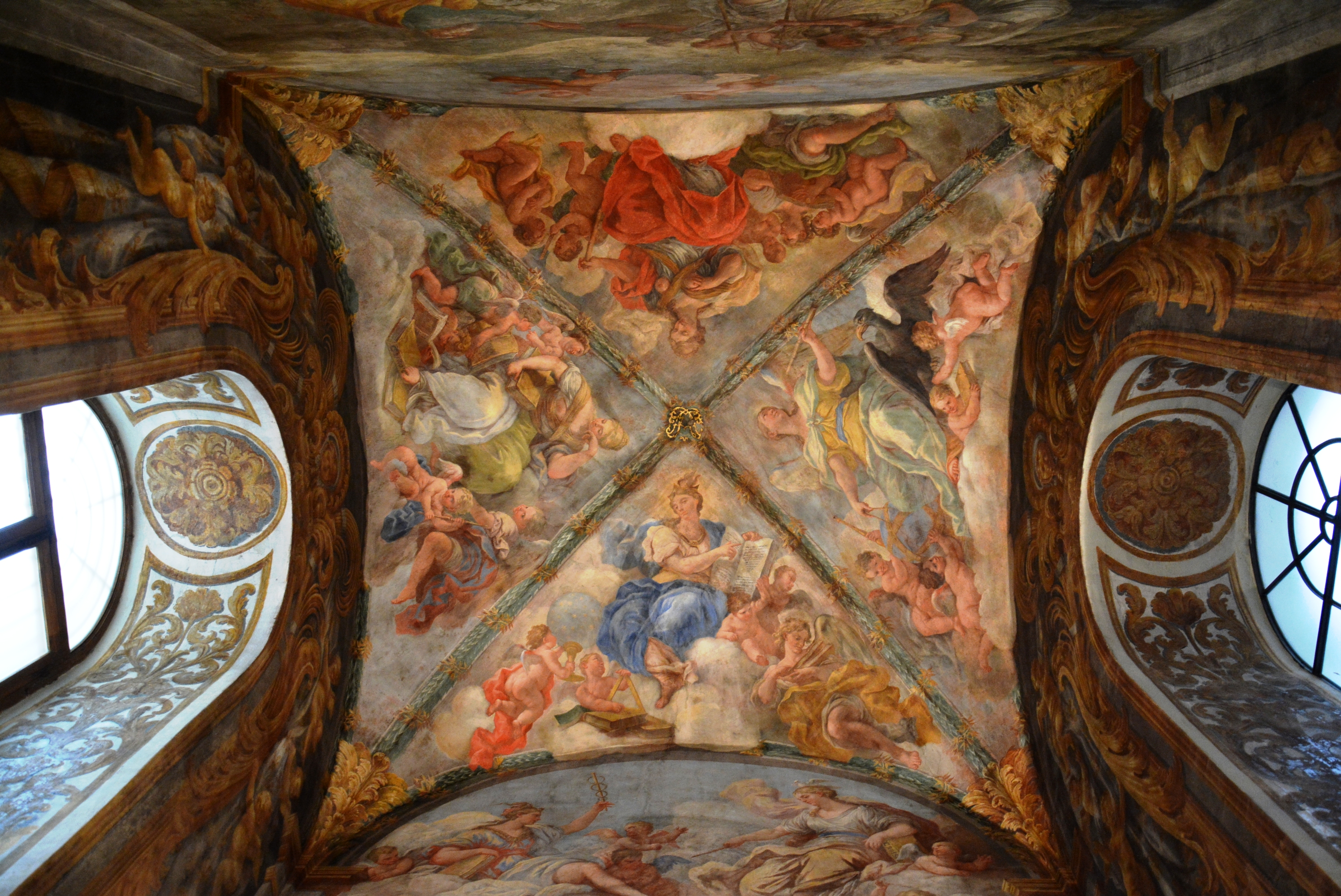
Volta affrescata da Nicola Russo

Una serie di tre rampe di strette scale conduce al piazzale sul quale si affaccia il sagrato della chiesa: questo in realtà è il tetto di un edificio sottostante, anche se originariamente doveva trattarsi di un giardino con dei pioppi. La facciata dalla forma rettangolare e tinteggiata non più in rosso ma in giallo, è divisa in due parti: quella inferiore è caratterizzata da un arco, nel quale è iscritto un arco più piccolo, raggiungibile tramite cinque scalini, che dà l'accesso al vestibolo; accanto ad esso altri due archi più piccoli sono utilizzati come ingressi secondari e sono sormontati da due epigrafi, una a destra, l'altra a sinistra, che narrano alcuni eventi riguardanti la storia della chiesa.
Sopra le epigrafi, in due tondi, sono affrescate le figure di Federico d'Aragona e Jacopo Sannazaro, fortemente danneggiate dall'usura del tempo: completano questa zona una piccola botola circolare utilizzata come fonte di luce e due stemmi gentilizi. La parte superiore invece è caratterizzata da tre balconi, tutti terminanti con stucchi riproducenti un timpano, e nella parte centrale, in un altro timpano, sormontato da una croce in ferro, si trova un rosone. La facciata non è quella originale, modificata durante il decennio francese e nel 1895 il Antonio Mancini così scriveva:
(Antonio Mancini)

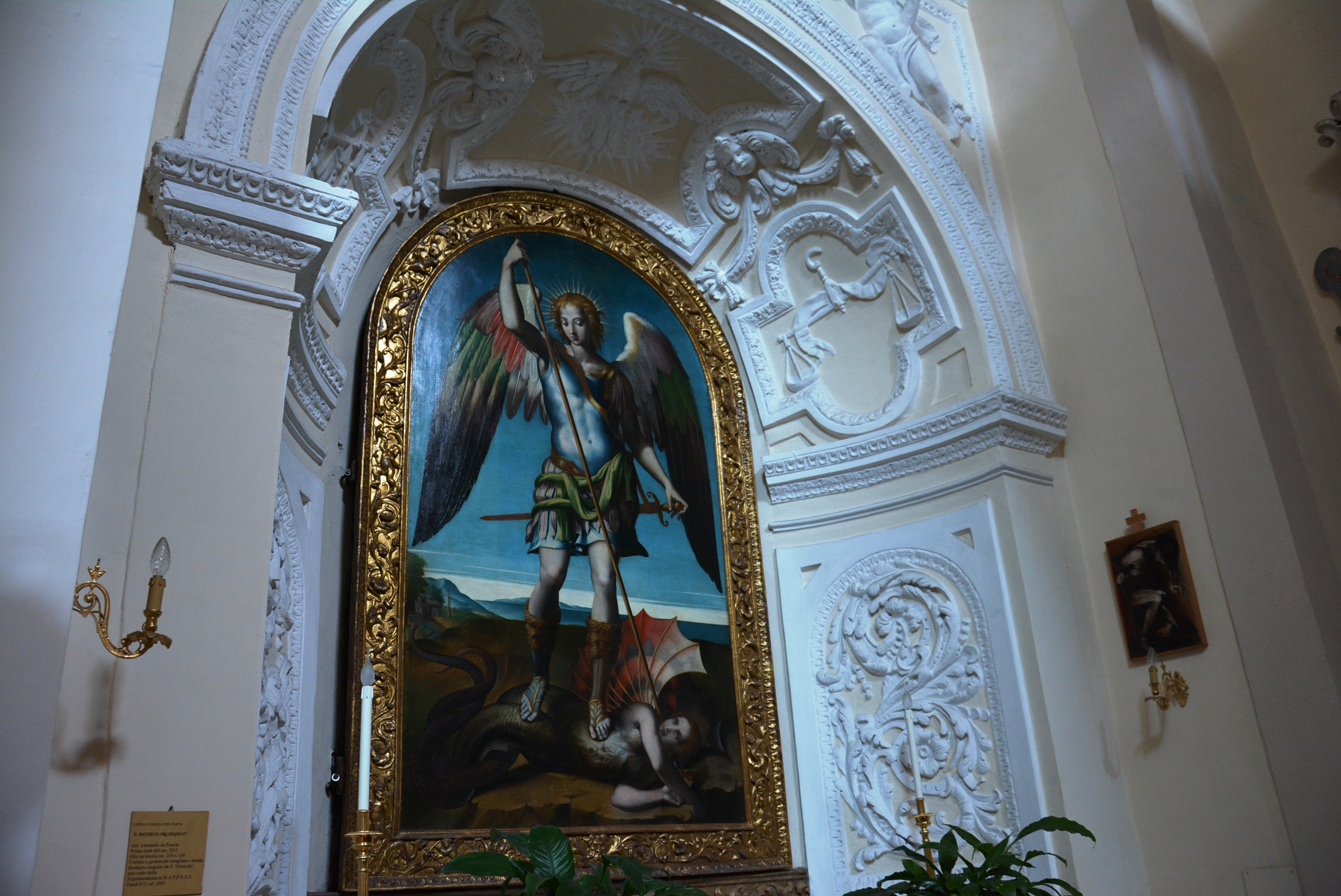
Tavola di San Michele che scaccia il demonio

Superato l'arco di ingresso si accede al vestibolo: questo presente ai lati del portale ligneo, che funge da vera entrata alla chiesa, resti di affreschi, mentre nel lato destro, in una sorta di piccola cappella è custodito un presepe con statue lignee, realizzato nel XVI secolo da Giovanni da Nola e precedentemente custodito nella chiesa inferiore. Oltrepassato l'ingresso, la chiesa, il cui architetto rimane ancora sconosciuto, si presenta a navata unica, con volta priva di decorazione e pavimentazione rifatta agli inizi del XX secolo con piastrelle in bianco e nero che hanno sostituito quella precedente in maiolica, le cui tracce rimangono in una delle cappelle laterali; lungo tutta la navata si scorgono decorazioni in stucchi bianchi e dorati riproducenti elementi naturali e putti, alcuni dei quali recanti i simboli della passione di Gesù, oltre alle allegorie quali la Fortezza, la Carità, la Fede e la Speranza. Sulla parete di fondo sono presenti due lapide marmoree, mentre sulla cantoria, che in passato ospitava il coro, è posto un organo del 1770 con rifiniture in legno dorato e verde scuro. Lungo la navata si aprono sei cappelle, tre su ogni lato: a sinistra si ha un altare con al centro una tavola di Dirk Hendricksz, raffigurante la Crocifissione e datata 1591, segue quindi la cappella con dipinto di Francesco Saverio Candido del 1771 ritraente San Filippo Benizi che resuscita un bambino ed infine una cappella che ospita una tavola dell'Addolorata; sul lato destro si ha invece la cappella, originariamente di patronato del cardinale Diomede Carafa, con l'opera pittorica San Michele che scaccia il demonio, conosciuta anche come Diavolo di Mergellina, dipinta da Leonardo Grazia da Pistoia, segue una cappella con la statua dell'Addolorata e la cappella con la tavola dell'Adorazione dei Magi, realizzata presumibilmente da Wenzel Cobergher.  

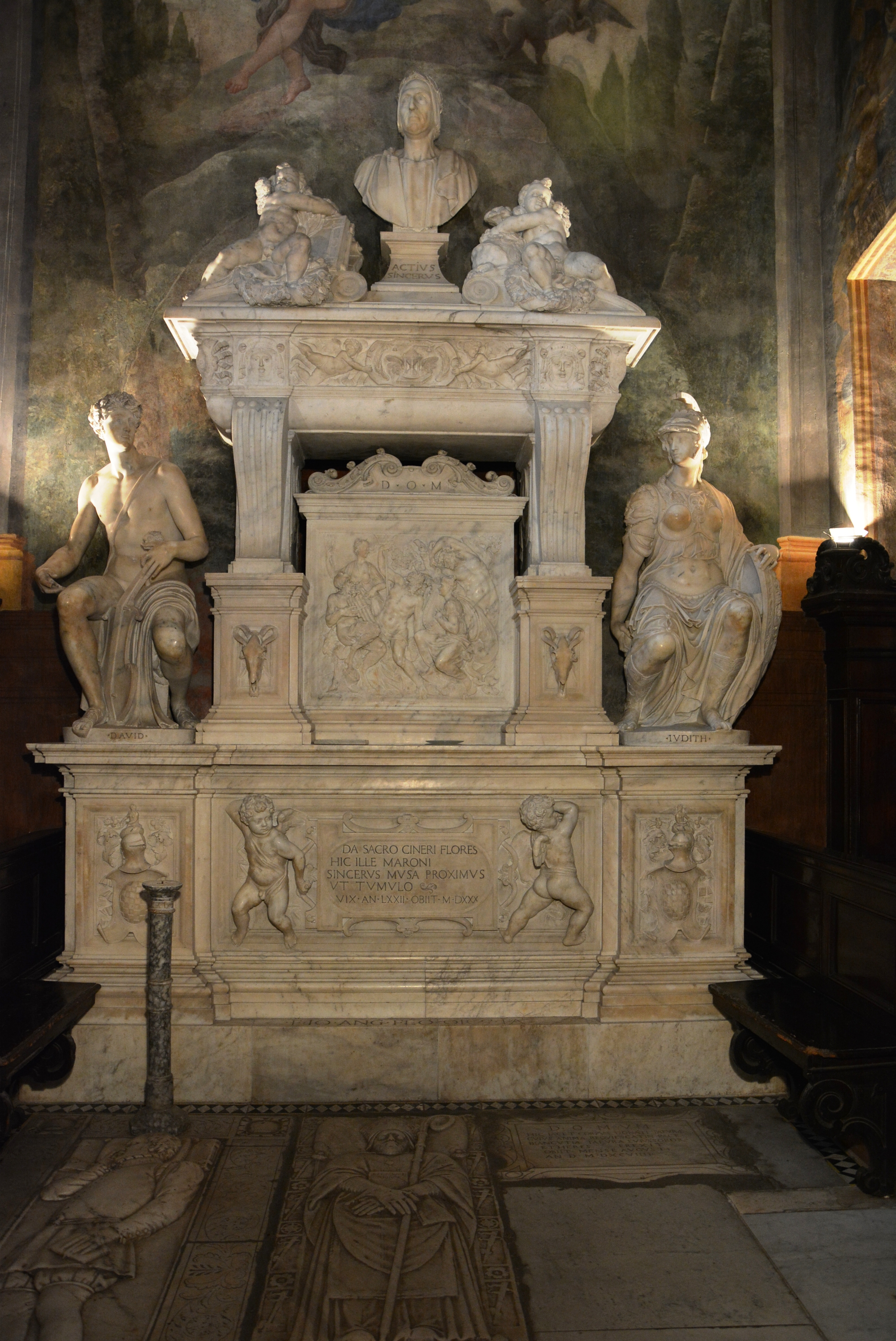
Tomba di Jacopo Sannazaro

L'altare maggiore fu aggiunto solo nel XVIII secolo, nei pressi dell'arco trionfale: questo, in marmo, è stato realizzato da Pietro Nicolini, a cui la somma di denaro per il pagamento fu versata il 22 gennaio 1759. Su di esso è posta la statua della Madonna col Bambino, in legno policromo, realizzata nel 1865 da Francesco Saverio Citarelli. Segue quindi un altro arco, che divide la navata dell'abside: sotto la sua curva sono poste le tele di Giovan Battista Lama, il quale, assieme al francese Jean Baptiste Dubuisson, terminò l'opera inizia da Nicola Russo, raffigurante dei puttini in volo che reggono ghirlande di fiori; lo stesso artista terminò un'altra opera di Russo presente nella chiesa, ossia la Strage degli Innocenti. La parte dell'arco che guarda verso la navata termina a calotta, dove, negli spicchi ai lati dell'arco è affrescata l'Annunciazione, mentre nella mezza volta a botte sono gli affreschi riguardanti scene della vita di Maria, ossia la Visitazione, la Natività, la Presentazione al tempio e l'Incoronazione della Vergine, realizzate nel 1593 da Paolo Guidotti e ritoccate all'inizio del XX secolo; ai piedi dell'arco, in alcune nicchie, sono poste, a sinistra, la statua di San Jacopo, opera di Giovanni Angelo Montorsoli, e, a destra, la statua di San Nazario, realizzata da Bartolomeo Ammannati.
Nell'abside, dalla forma rettangolare, è posta la tomba di Jacopo Sannazaro: il monumento funebre è stato realizzato da Giovanni Angelo Montorsoli, con l'aiuto di Bartolomeo Ammannati; l'ambiente si completa con affreschi del 1699 di Nicola Russo, pittore della scuola di Luca Giordano, che sulla parete principale dipinge Parnaso, dove la Fama incorona il Sannazaro, osservato da Venere e Mercurio, nella volta dipinge le allegorie della Grammatica, della Filosofia, dell'Astronomia e della Retorica, sulla parete dove si apre l'arco è dipinto Abramo che adora i tre angeli e nelle pareti laterali, nelle quali si trovano due finestre, sono affrescati putti che reggono dei tendaggi: su queste pareti erano inoltre dipinte le Storie di Rachele e Maria sorella di Mosè, andate perdute. Nell'abside sono inoltre presenti stalli e spalliere dell'antico coro, in stile rinascimentale e lastre funerarie, spostate dal pavimento della navata, di Dirk Henricksz, conosciuto anche come Teodoro D'Errico, morto nel 1594, e Manlio di Barletta, morto nel 1566, la cui aspirazione era quella di farsi seppellire a Mergellina, in quanto innamorato del luogo. Nella sacrestia è presente la tavola della Madonna con Bambino e angeli, di Francesco da Tolentino, datata tra il 1515 ed il 1520, e quella della Fuga in Egitto, di Russo, oltre ad un lavamano in marmo bianco dell'inizio XVI secolo, il quale porta scolpito al centro un putto, al lato destro lo stemma dei Servi di Maria e a sinistra lo stemma di Sannazaro.